# 新烏丸通

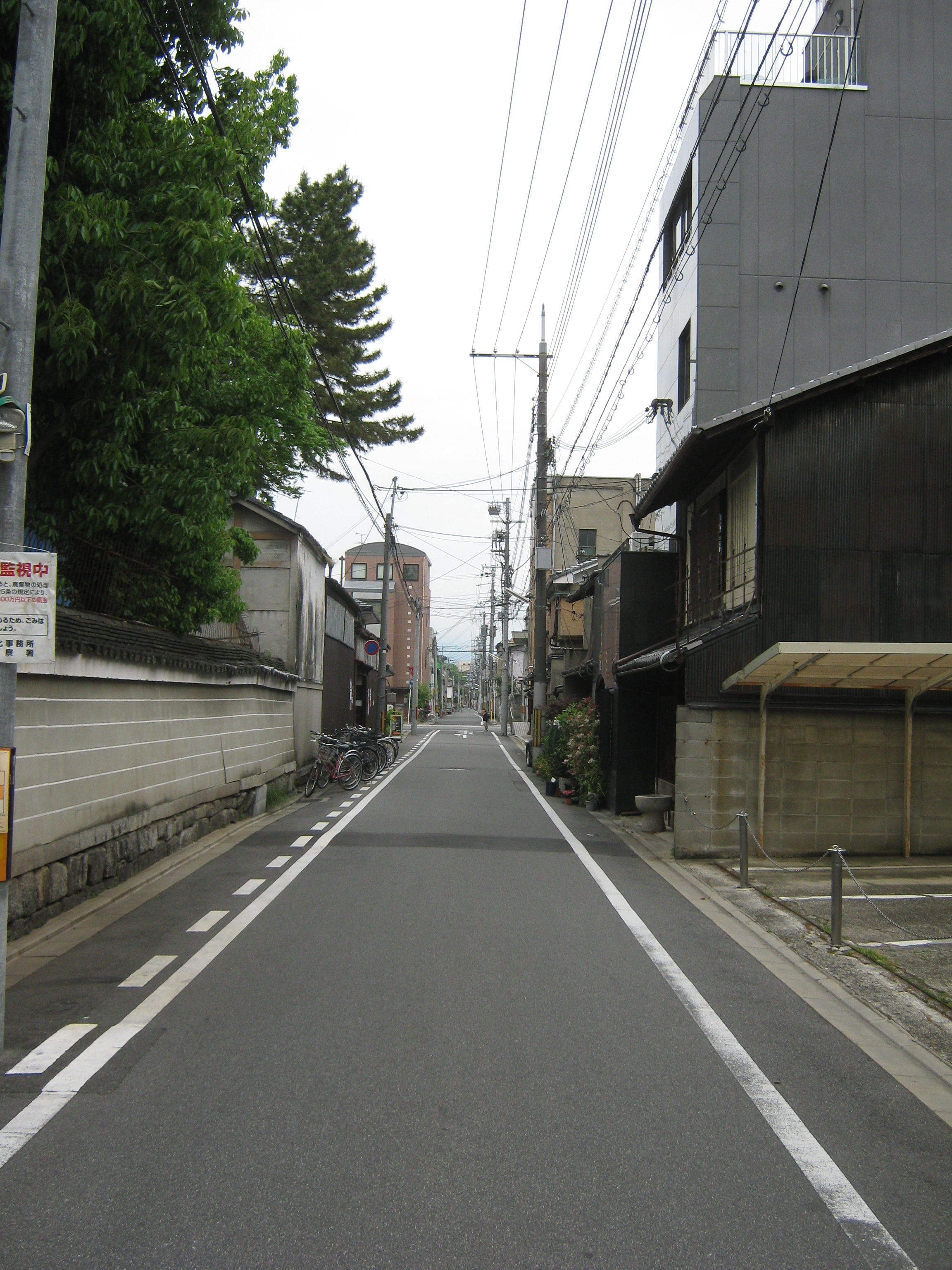
新烏丸通・京都市中京区

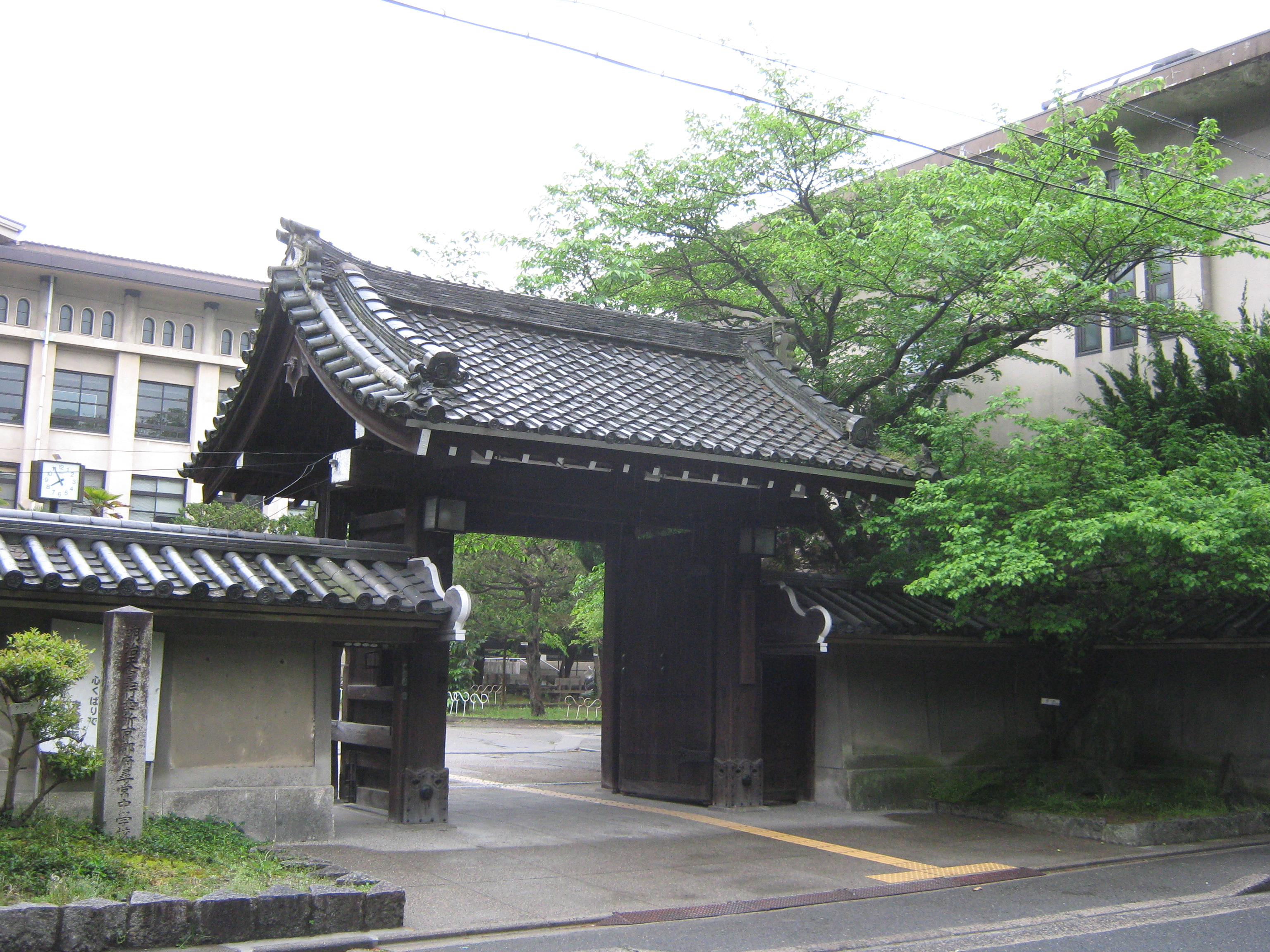
鴨沂高校・京都市上京区

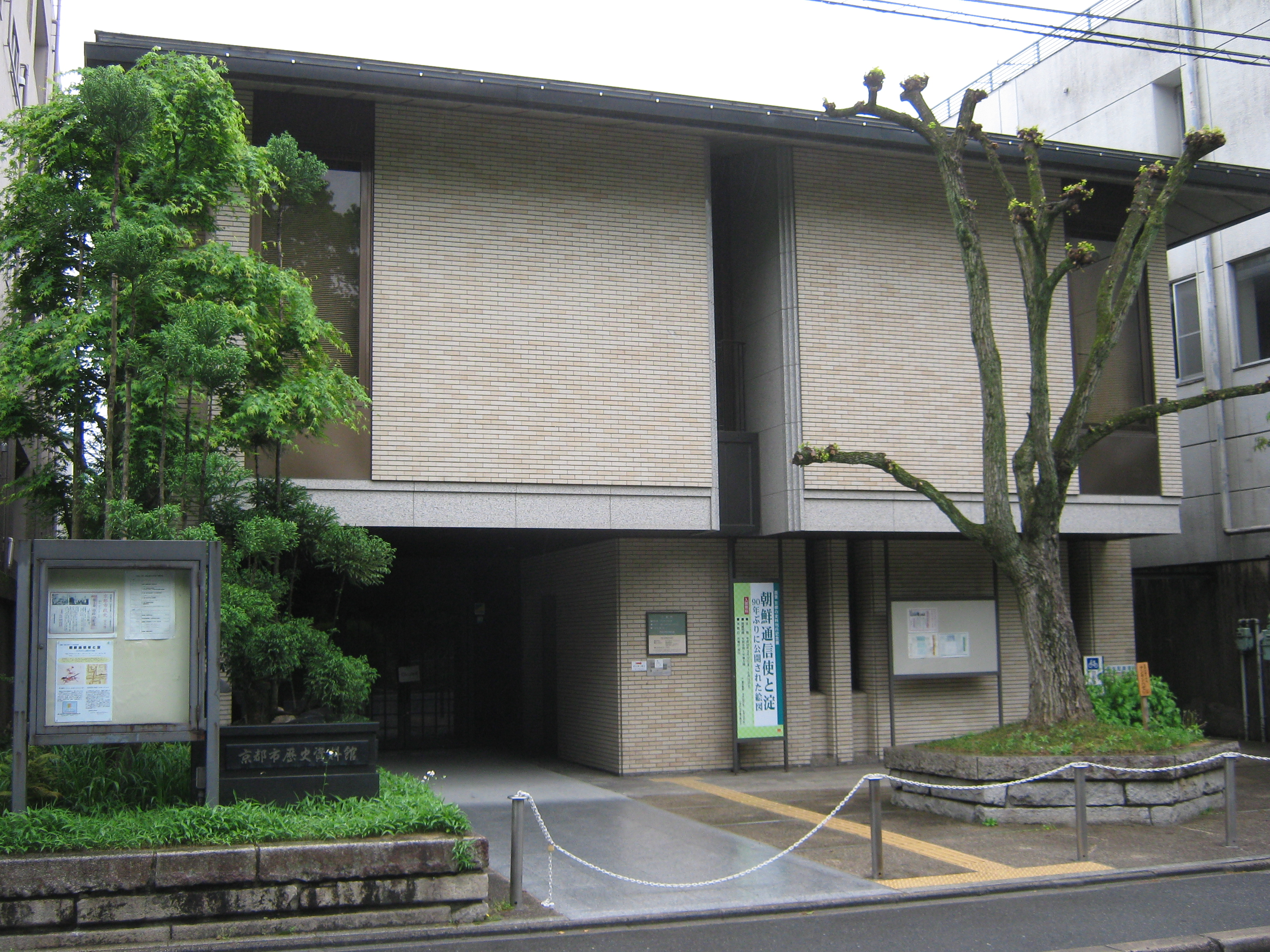
京都市歴史資料館・京都市上京区

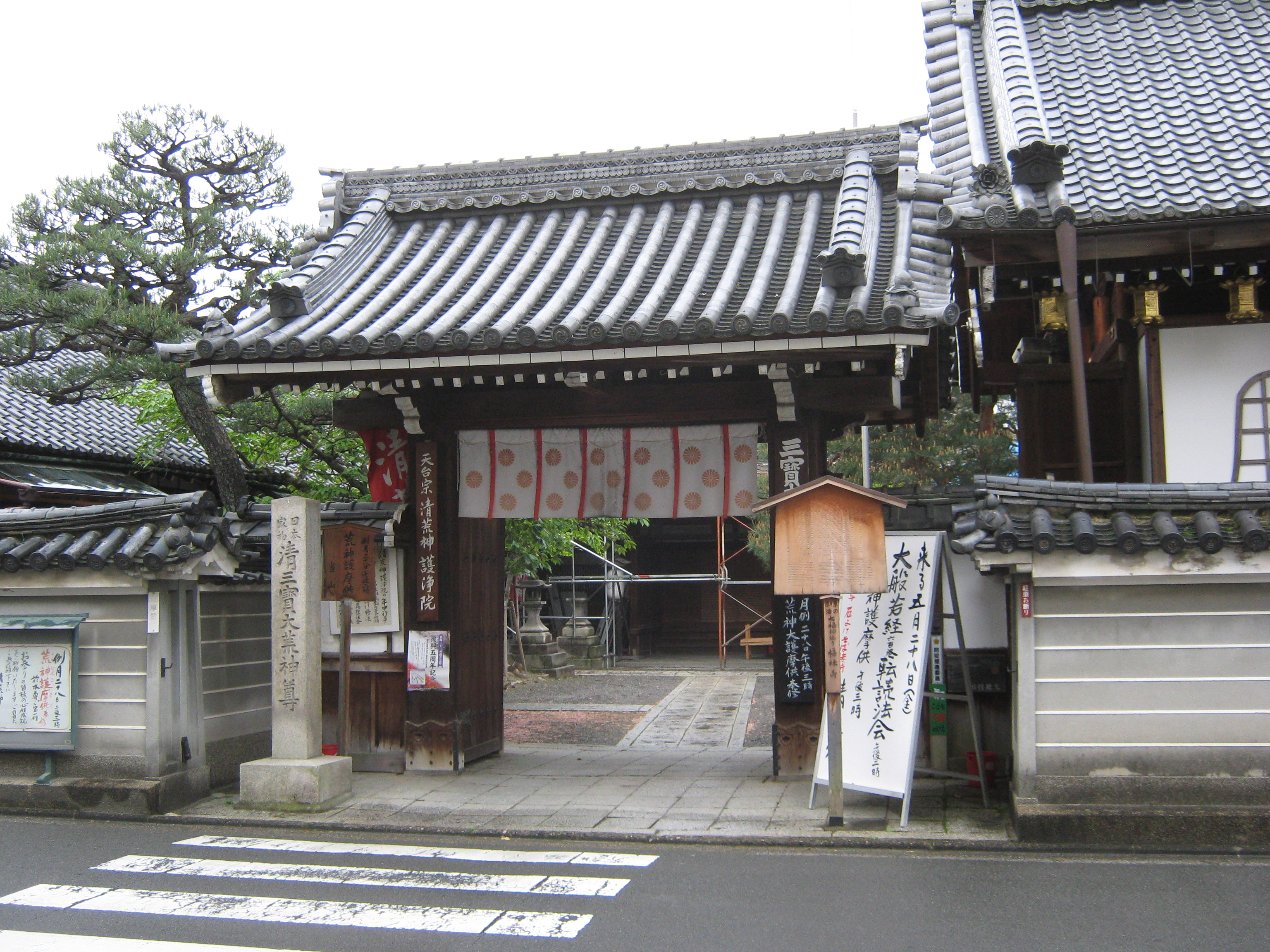
護浄院・京都市上京区

新烏丸通（しんからすまどおり）は京都市内の南北の通りの一つ。北は荒神口通から南は二条通まで、河原町通と寺町通の間を走る。
延長ほぼ1km、市街地中心部の住宅、商店、手工業などの並んだ通りである。
1708年の宝永の大火の後、公家町が烏丸通と丸太町通まで拡張され、その内側にあった民家が移転させられた。このうち、それまで烏丸通沿いにあった民家の移転先の道路が新烏丸通と呼ばれるようになった。烏丸通と新烏丸通は800mほどの距離がある。

## 主な沿道の施設
- 京都府立鴨沂高等学校（入り口は反対側の寺町通）
- 護浄院（三宝荒神）
- 京都市歴史資料館（入り口は反対側の寺町通）
- 下御霊神社
- 行願寺（革堂）（入り口は反対側の寺町通）